# Fez (copricapo)

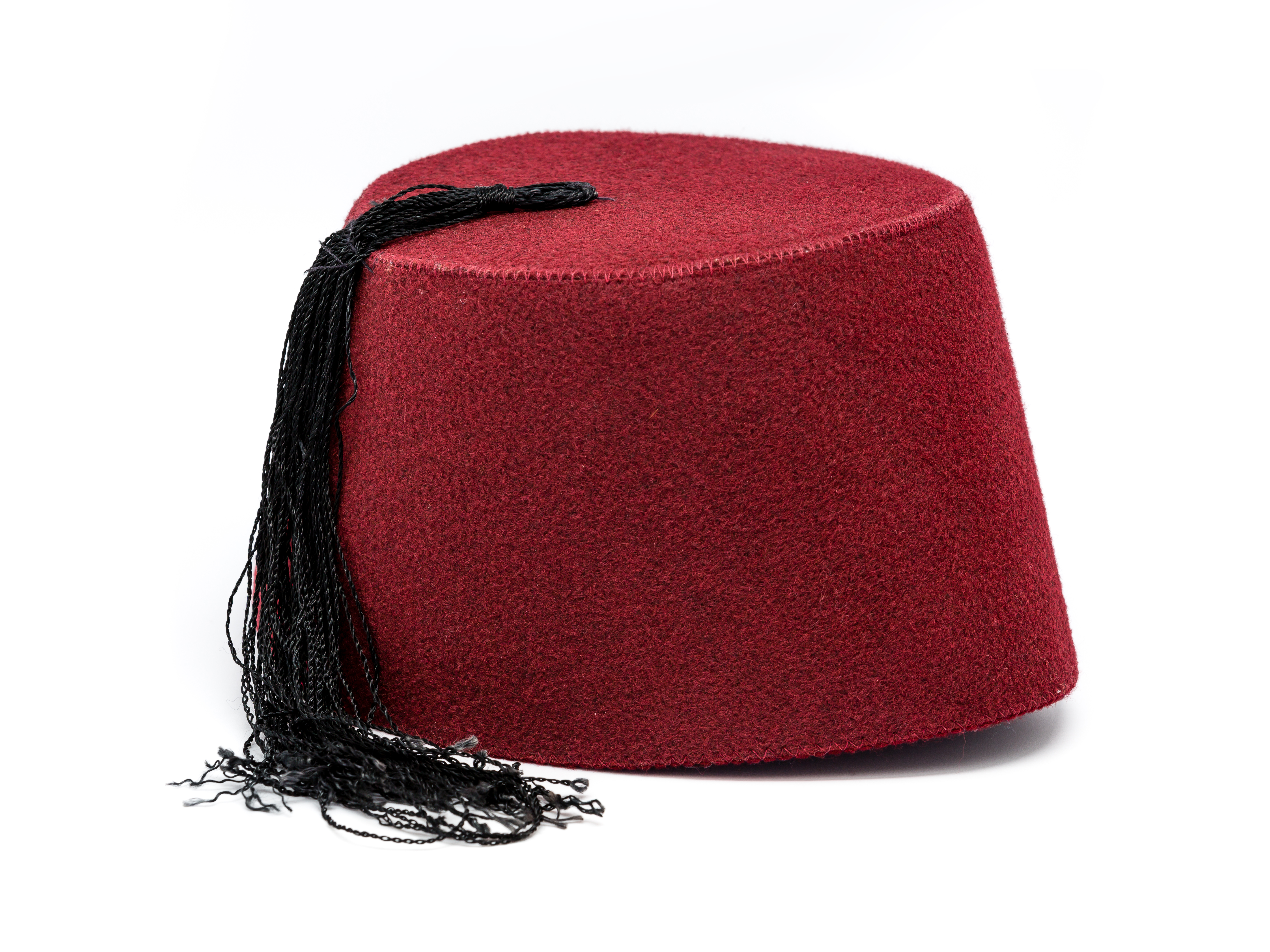
Fez

Il fez (più correttamente ṭarbūsh) è un copricapo in feltro a forma di cappello cilindrico, solitamente rosso, e talvolta con una nappa attaccata alla sommità, che prende il nome dalla città di Fez (o Fès, Fas), in Marocco, capitale del regno del Marocco fino al 1927, da cui sembra essere originario, anche se la sua maggiore diffusione si è avuta in Oriente, in particolar modo nella Turchia degli Ottomani. 
Oltre ṭarbūsh (dal persiano sarpūsh), può essere definito in arabo shashia (i)stanbuli. Da ṭarbūsh derivano gli adattamenti italiani tarbusc e tarbuscio.
Benché il fez venga spesso confuso con la shashia, i due copricapi sono alquanto differenti: il fez è rigido, conico e di forma sollevata, mentre la shashia è morbida e la sua forma aderisce alla sommità della testa, alla maniera di una berretta a calotta.

## Storia

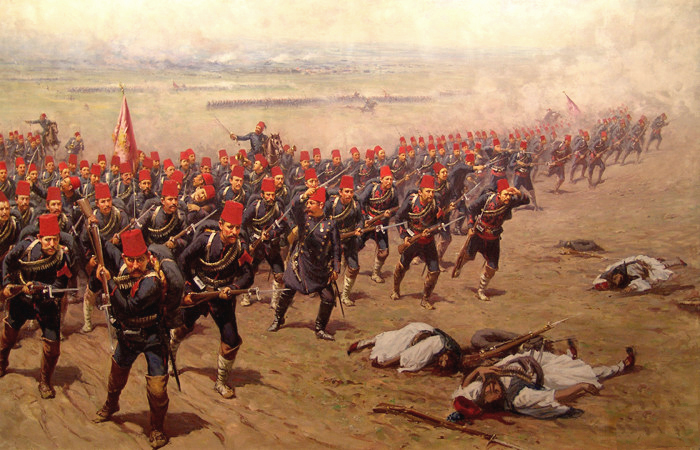
Reggimento ottomano nel 1897

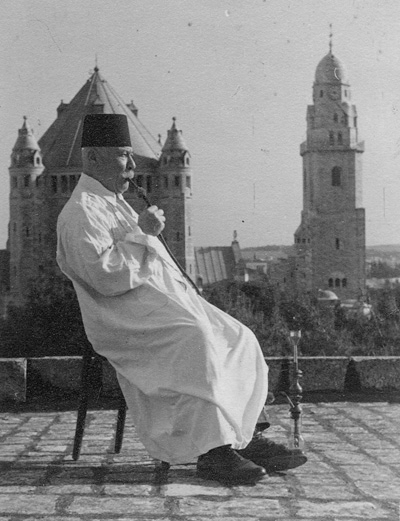
Sacerdote ortodosso armeno con indosso un fez mentre fuma col narghilè a Gerusalemme

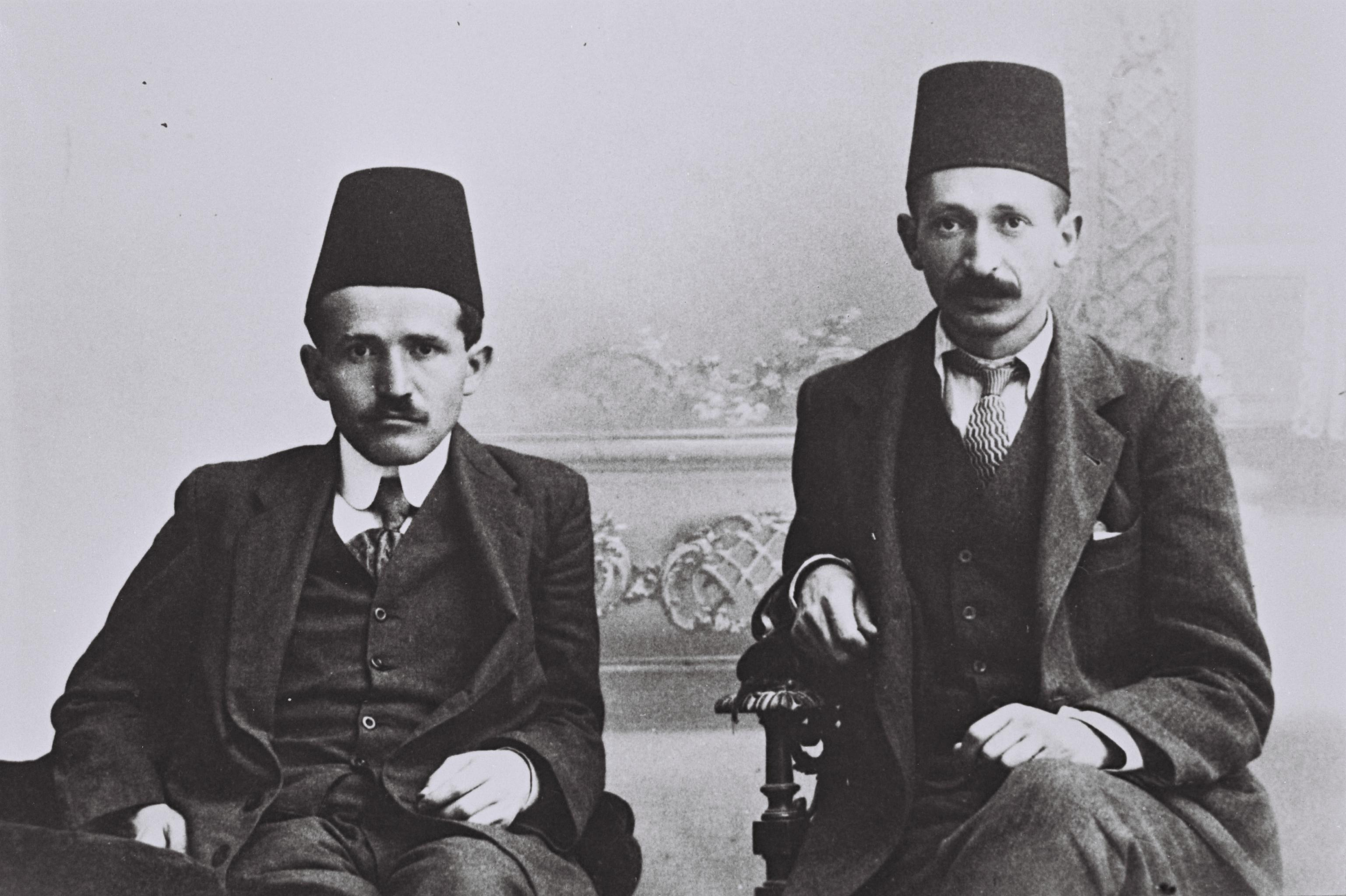
David Ben Gurion e Yitzhak Ben-Zvi

Il fez fu introdotto dai Balcani, inizialmente durante il regno bizantino, e successivamente durante il periodo ottomano in cui vari slavi, per lo più bosgnacchi e serbi, iniziarono a indossare il copricapo. Il fez è parte dell'abbigliamento tradizionale di Cipro, ed è ancora oggi indossato da alcuni ciprioti. Tradizionalmente, le donne indossavano un fez rosso sopra la testa, invece del velo, mentre gli uomini indossavano un berretto nero o rosso, Il fez era talvolta indossato da uomini con materiale (simile a una kefiah o turbante avvolto) attorno alla base. Nel suo viaggio nel 1811 a Cipro, John Pinkerton descrive il fez, "un berretto rosso con la pelliccia", come "l'abito greco appropriato". Nella penisola di Karpass sono indossati cappucci bianchi, uno stile considerato basato sull'antico abbigliamento greco-fenicio cipriota, preservando così la fascia da uomo da 2700 anni prima.
Nel 1826 il sultano ottomano Mahmud II decise lo scioglimento del corpo dei giannizzeri e una riforma militare. Il nuovo corpo di fanteria (v. Asakir-i Mansure-i Muhammediye) adottò uniformi di stile occidentale e per copricapo venne scelto il fez. Nel 1829 il sultano obbligò i propri funzionari a indossare a loro volta il fez e una lunga finanziera di colore scuro (chiamata in italiano "stambulina") e contemporaneamente proibì l'uso del turbante. Lo scopo, pienamente raggiunto, era quello di obbligare tutta la popolazione ad adottare il fez, una misura egualitaria che sostituiva la complicata legge suntuaria in vigore (secondo la quale gli abiti servivano per distinguere rango sociale, religione, e mestiere) anticipando in qualche modo le future Tanzimat. Sebbene mercanti e artigiani generalmente rifiutassero il fez, questo divenne un simbolo di modernità nel Vicino Oriente e ispirò simili decreti in altri paesi (come in Iran nel 1873).
Per soddisfare la domanda crescente dei fez, gli esperti fabbricanti fez sono stati indotti a migrare dal Nord Africa a Costantinopoli (oggi Istanbul), dove sono state create fabbriche nel quartiere di Eyüp. Gli stili si moltiplicano presto, con sfumature di forma, altezza, materiale e tonalità che competono sul mercato. I colori del rosso scarlatto e del merlot sono stati inizialmente ottenuti attraverso un estratto di corniolo. Tuttavia, l'invenzione di coloranti sintetici a basso costo ha presto spostato la produzione del cappello nelle fabbriche di Strakonice, Repubblica Ceca (allora nell'impero austriaco).
L'uso del ṭarbūsh è attestato in Egitto non prima del XVI secolo e per la sua fabbricazione originariamente si preferiva usare la seta di color rosso scuro.
Il fez venne sviluppato a livello di moda nell'omonima città marocchina attorno al XVII secolo. 

### Il "boicottaggio del Fez"
Quando le originali tinture a base di corniolo furono soppiantate dai coloranti sintetici, la produzione di fez si spostò nelle fabbriche austriache. All'inizio del XX secolo nove decimi dei fez venduti in Turchia provenivano dall'Austria e, dopo lo zucchero, i fez rappresentavano la seconda voce delle esportazioni austriache nell'Impero Ottomano. Quando, il 5 ottobre 1908 Francesco Giuseppe annunciò l'annessione della Bosnia e dell'Erzegovina (che formalmente erano parte dell'Impero ottomano anche se, dal Congresso di Berlino, erano provvisoriamente amministrate dalla corona austriaca), la prima reazione ottomana fu una ritorsione contro i prodotti provenienti dall'Austria. 
In pochi giorni fu emanato un proclama che, seguendo la protesta spontanea dei cittadini della capitale, istituiva un boicottaggio nei confronti delle rivendite e delle merci austriache. Ben presto la popolazione rinunciò ai fez prodotti in Europa e li sostituì con quelli locali; l'embargo provocò il collasso dell'industria austriaca di fez, inducendo Francesco Giuseppe a cercare un accordo: la Bosnia rimase sotto la Duplice Monarchia ma l'Impero ottomano venne abbondantemente risarcito per la perdita subita.

### La diffusione in occidente
La popolarità del fez lo trasformò in un elemento caratteristico della cultura e dell'identità orientale tanto che tra il XIX secolo e il XX secolo in diversi Paesi occidentali, come Gran Bretagna e Stati Uniti, divenne di moda indossarlo con i completi eleganti da uomo come tocco esotico.

### Il bando in Turchia
In poco meno di un secolo il fez era diventato un elemento tradizionale a tal punto che Mustafa Kemal Atatürk, nell'ambito delle riforme modernizzatrici della Turchia, lo bandì nel 1925. Nel suo discorso, attaccando il modo di vestire ottomano come decadente, condannò il fez come "copricapo dei greci", richiamando la recente Guerra greco-turca. Dal 1925, il fez non fa più parte dell'abbigliamento maschile turco.

## Utilizzo nelle forze armate

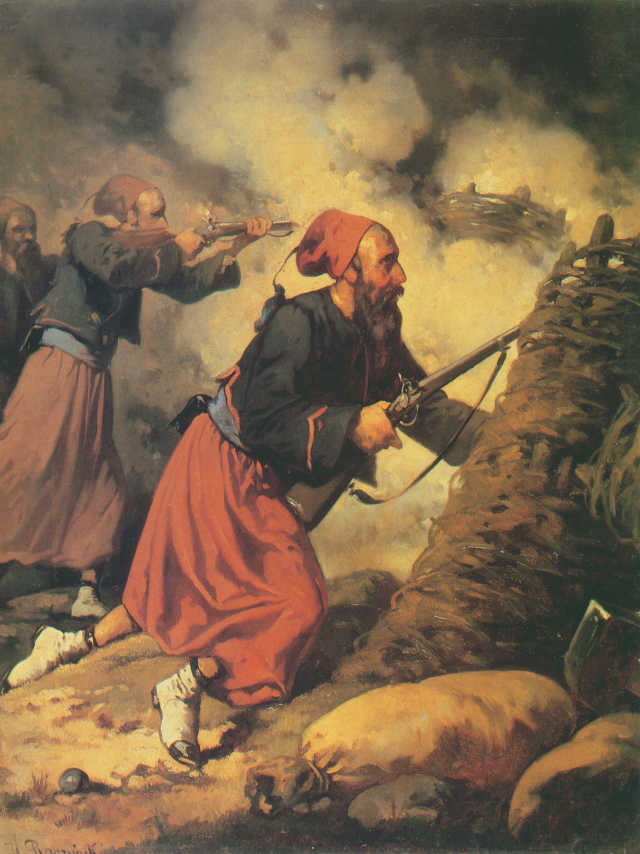
Zuavi dell'esercito francese durante la Guerra di Crimea

Una versione del fez era usata come berretto militare dal 1400-1700 per la protezione della testa dell'armatura di posta (una piastra di metallo rotonda o un cappuccio di teschio, attorno al quale era appesa una cortina di posta per proteggere il collo e la parte superiore della spalla). Il fez rosso con fiocco blu era il copricapo standard dell'esercito turco dal 1840 fino all'introduzione di un abito da servizio kaki e casco da sole senza picco nel 1910. Le uniche eccezioni significative erano la cavalleria e alcune unità di artiglieria che portavano un cappello di pelle di agnello con un panno colorato al massimo. 
Gli Albanesi indossavano una versione bianca del fez, simile alla loro tradizionale qeleshe. Durante la prima guerra mondiale il fez era ancora indossato da alcune unità della riserva navale e occasionalmente da soldati fuori servizio. I reggimenti dell'Evzones (fanteria leggera) dell'esercito greco indossarono la loro versione particolare del fez dal 1837 fino alla seconda guerra mondiale. Ora sopravvive nell'uniforme da parata della guardia presidenziale ad Atene.
Dalla metà del XIX secolo, il fez fu ampiamente adottato come copricapo da soldati "indigeni" reclutati localmente tra le varie truppe coloniali del mondo. I reggimenti francesi nordafricani (Zouaves, Tirailleurs e Spahis) indossavano ampi fez rossi con nappe staccabili di vari colori. Era un'affettazione off-duty degli zuavi di indossare i loro fez a diverse angolazioni secondo il reggimento; Gli ufficiali francesi delle unità nordafricane durante gli anni '30 indossavano spesso lo stesso fez dei loro uomini, con le loro insegne di rango. (Molti volontari reggimenti di Zouave indossavano la versione francese del fez durante la guerra civile americana). Gli askaris tedeschi nell'Africa orientale tedesca indossavano i loro fez con copertine color kaki in quasi tutte le occasioni.
In Congo si portavano dei fez grandi e flosci rossi simili a quelli dei Tirailleurs e delle Indiane Companhe portoghesi. invece i British King's African Rifles indossavano dei fez con fianchi diritti rossi o neri, mentre la West African Frontier Force indossava una versione rossa bassa. L'Esercito egiziano indossava il modello classico turco fino al 1950. Il reggimento dell'India britannica indossava un fez come parte del suo completo in stile Zuavo fino a quando questa unità fu sciolta nel 1928. La tradizione è continuata nel vestito completo della banda del reggimento delle Barbados, con un turbante bianco avvolto intorno alla base.
Mentre il fez era un oggetto colorato e pittoresco, era in vari modi un copricapo poco pratico. Se indossato senza una copertura grigiastra ha reso la testa un bersaglio per il fuoco nemico, forniva poca protezione dal sole. Di conseguenza, la Seconda Guerra Mondiale fu sempre più relegata alla parata o fuori servizio, anche se i tirarealisti francesi dell'Africa occidentale continuarono a indossare una versione coperta di cachi sul campo fino al 1943. Durante l'ultimo periodo del dominio coloniale in Africa (circa dal 1945 al 1962) il fez era visto solo come oggetto a pieno titolo nelle unità africane francesi, britanniche, belghe, spagnole e portoghesi; essere sostituito da cappelli a falda larga o berretti da foraggio in altre occasioni. Le forze di polizia coloniali, tuttavia, di solito mantenevano il fez come normale abbigliamento di servizio per il personale indigeno.

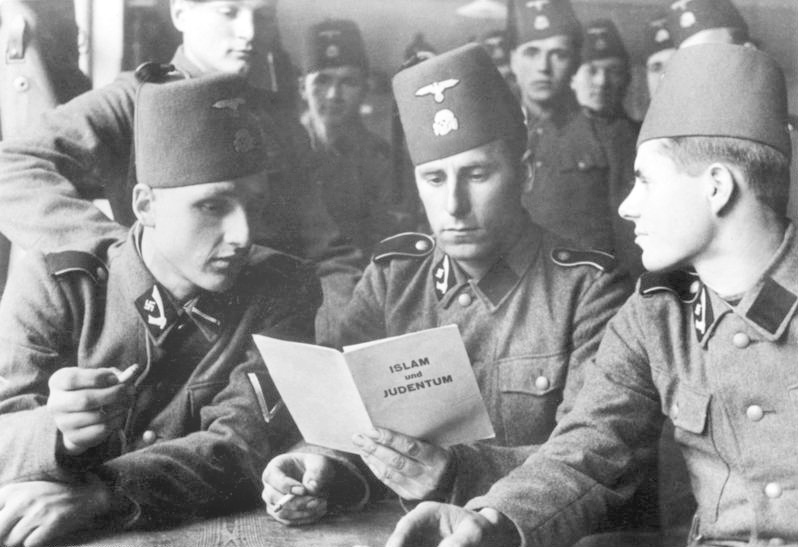
Dei soldati della 13.Divisione Waffen-SS Handschar mentre indossano un fez nazista.

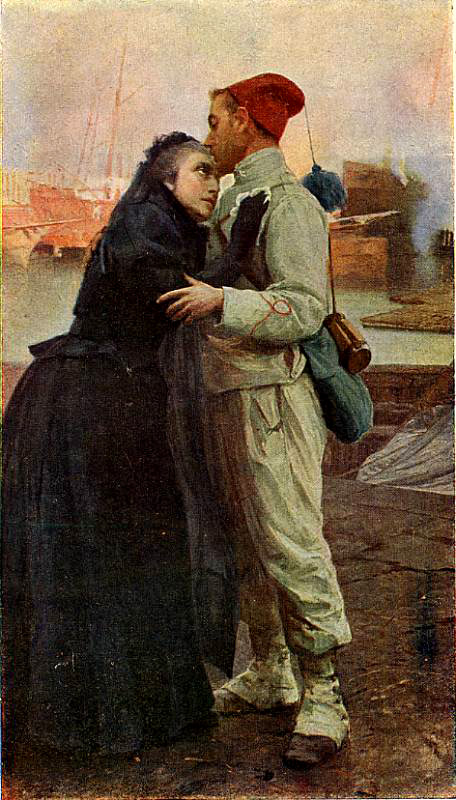
Illustrazione di inizio secolo XX che mostra un bersagliere indossante il fez rosso

I reggimenti di fanteria bosniaca nell'ex impero austro-ungarico si erano distinti indossando il fez fino alla fine della prima guerra mondiale. Indossavano divise blu chiaro o uniformi grigio campo, con una fibbia che mostrava un braccio con una scimitarra all'interno di uno scudo come simbolo dell'etnia bosniaca. La tredicesima divisione Waffen SS Handschar, musulmana in gran parte bosniaca, che fu reclutata dalla Bosnia, usò un fez grigio o grigio campo con stemma delle Waffen SS durante la seconda metà della seconda guerra mondiale.

### In Italia
In Italia, il fez è anche uno dei copricapi dei Bersaglieri: nel 1855 durante la guerra di Crimea La Marmora ne ottenne una certa quantità dagli alleati turchi (che li adoperavano rigidi), e una volta tolta l’intelaiatura interna nacque il vero e proprio fez dei Bersaglieri, a cui in un secondo tempo venne applicato all’estremità superiore del gambo un cordoncino terminante a fiocco. Dopo il cappello piumato, il fez cremisi è divenuto un altro emblema di orgoglio e distinzione del Bersagliere. 
Il cordoncino che collega il fez al fiocco azzurro (chiamato "ricciolina") è lungo circa 30 centimetri.
I battaglioni e gli squadroni libici delle forze coloniali italiane portavano fez più bassi, rossi su berretti bianchi. I reggimenti somali ed eritrei in servizio per l’esercito italiano indossavano fez rossi alti con ciuffi colorati che variavano a seconda dell'unità. Per gli Àscari era d'uso il tarbusc (tarbush), un fez allungato tronco-conico, sempre di feltro rosso su cui venivano applicati gradi e distintivi, spesso sormontato da un fiocco di lana coi colori del reparto di appartenenza.

Un fez fascista.

Durante la prima guerra mondiale il fez, di foggia uguale a quello dei bersaglieri ma di colore nero, fu il tipico copricapo degli Arditi. 
Il fez fu adottato anche dal fascismo nell'uniforme della Milizia.